# Olivija Baleišytė
Olivija Baleišytė (Panevėžys, 3 settembre 1998) è una pistard e ciclista su strada lituana. Attiva come Elite/Under-23 dal 2017, ha partecipato ai Giochi olimpici di Tokyo 2020 correndo la prova dell'omnium.

## Palmarès

### Pista
- 2016 (Juniores)

Campionati europei, Inseguimento individuale Junior
- 2017

Grand Prix Tula, Scratch (Tula)
Grand Prix Tula, Omnium (Tula)
Grand Prix Moscow, Scratch (Mosca)
Campionati lituani, Omnium
GP Czech Cycling Federation, Omnium (Prostějov)
GP Czech Cycling Federation, Scratch (Prostějov)
Campionati lituani, Inseguimento individuale
Campionati lituani, Corsa a eliminazione
Campionati lituani, Corsa a punti
- 2018

Rotterdam Track Cup, Scratch (Rotterdam)
Campionati lituani, Omnium
Campionati lituani, Scratch
Campionati lituani, Inseguimento individuale
Campionati lituani, Corsa a punti
Troféu Literio Augusto Marques, Omnium (Anadia)
- 2019

Campionati lituani, Omnium
Campionati lituani, Scratch
Campionati lituani, Inseguimento individuale
Campionati lituani, Corsa a eliminazione
International Track Race, Scratch (Panevėžys)
- 2020

Campionati lituani, Omnium
- 2022

Campionati lituani, Corsa a eliminazione
Campionati lituani, Omnium
Campionati lituani, Scratch
Campionati lituani, Velocità a squadre (con Deimantė Šiaudkulytė e Miglė Lendel)
- 2023

International Track Race, Omnium (Panevėžys)
Tel Aviv Cup, Americana (Tel Aviv, con Ori Bash Dubinski)
Tel Aviv Cup, Omnium (Tel Aviv)
Silk Way Series #1, Corsa a eliminazione (Astana)
Silk Way Series #2, Omnium (Astana)
- 2024

GP Junek, Scratch
GP Junek, Omnium
GP Framar, Scratch
GP Framar, Corsa a punti
500+1 Kolo, Corsa a eliminazione
Prague Summer Track, Scratch
Prague Summer Track, Corsa a punti

### Strada
- 2023

Campionati lituani, Prova a cronometro Elite
Campionati lituani, Prova in linea Elite
- 2024

Campionati lituani, Prova a cronometro Elite
Campionati lituani, Prova in linea Elite

## Piazzamenti

### Grandi Giri
- Giro d'Italia

2020: fuori tempo massimo (2ª tappa)

### Competizioni mondiali
- Campionati del mondo su pista

Astana 2015 - 500 metri a cronometro Junior: 15ª
Astana 2015 - Inseguimento individuale Junior: 6ª
Astana 2015 - Omnium Junior: 10ª
Aigle 2016 - Inseguimento individuale Junior: 6ª
Aigle 2016 - Omnium Junior: 6ª
Hong Kong 2017 - Omnium: 18ª
Apeldoorn 2018 - Scratch: 14ª
Apeldoorn 2018 - Omnium: 18ª
Pruszków 2019 - Scratch: 6ª
Pruszków 2019 - Omnium: 22ª
Pruszków 2019 - Corsa a punti: ritirata
Berlino 2020 - Scratch: 6ª
Berlino 2020 - Omnium: 21ª
Roubaix 2021 - Scratch: 13ª
Roubaix 2021 - Corsa a eliminazione: 5ª
Roubaix 2021 - Omnium: 8ª
St. Quentin-en-Yv. 2022 - Scratch: 23ª
St. Quentin-en-Yv. 2022 - Corsa a eliminazione: 12ª
St. Quentin-en-Yv. 2022 - Omnium: ritirata
Glasgow 2023 - Scratch: 10ª
Glasgow 2023 - Corsa a eliminazione: 6ª
Glasgow 2023 - Omnium: 14ª
- Campionati del mondo su strada

Imola 2020 - In linea Elite: 103ª
- Giochi olimpici

Tokyo 2020 - Omnium: 17ª
Parigi 2024 - Omnium: 12ª

### Competizioni continentali
- Campionati europei su pista

Atene 2015 - Inseguimento individuale Junior: 3ª
Atene 2015 - 500 metri a cronometro Junior: 9ª
Atene 2015 - Omnium Junior: 6ª
Montichiari 2016 - Inseguimento individuale Junior: vincitrice
Montichiari 2016 - Omnium Junior: 2ª
St. Quentin-en-Yv. 2016 - Corsa a eliminazione: 5ª
St. Quentin-en-Yv. 2016 - Inseguimento individuale: 17ª
Anadia 2017 - Corsa a eliminazione Under-23: 2ª
Anadia 2017 - Scratch Under-23: 5ª
Anadia 2017 - Omnium Under-23: 5ª
Berlino 2017 - Corsa a eliminazione: 8ª
Berlino 2017 - Omnium: 12ª
Aigle 2018 - Corsa a eliminazione Under-23: 5ª
Aigle 2018 - Scratch Under-23: 8ª
Aigle 2018 - Omnium Under-23: 7ª
Glasgow 2018 - Scratch: 14ª
Glasgow 2018 - Omnium: 19ª
Gand 2019 - Corsa a eliminazione Under-23: 9ª
Gand 2019 - Scratch Under-23: 8ª
Gand 2019 - Corsa a punti Under-23: 15ª
Gand 2019 - Omnium Under-23: 11ª
Apeldoorn 2019 - Scratch: 6ª
Apeldoorn 2019 - Omnium: 14ª
Fiorenzuola d'Arda 2020 - Corsa a punti Under-23: 10ª
Fiorenzuola d'Arda 2020 - Omnium Under-23: 3ª
Fiorenzuola d'Arda 2020 - Keirin Under-23: 11ª
Plovdiv 2020 - Scratch: 8ª
Plovdiv 2020 - Corsa a eliminazione: 12ª
Plovdiv 2020 - Omnium: 6ª
Grenchen 2021 - Scratch: 6ª
Grenchen 2021 - Corsa a eliminazione: 8ª
Grenchen 2021 - Omnium: 5ª
Grenchen 2021 - Corsa a punti: 4ª
Monaco di Baviera 2022 - Scratch: 17ª
Monaco di Baviera 2022 - Corsa a eliminazione: 6ª
Monaco di Baviera 2022 - Omnium: 16ª
Grenchen 2023 - Scratch: 13ª
Grenchen 2023 - Omnium: 12ª
Apeldoorn 2024 - Corsa a eliminazione: 8ª
Apeldoorn 2024 - Scratch: 6ª
Apeldoorn 2024 - Omnium: 11ª
- Campionati europei su strada

Plouay 2020 - In linea Elite: 37ª
Trento 2021 - In linea Elite: ritirata
Limburgo 2024 - In linea Elite: ritirata
- Giochi europei

Minsk 2019 - Scratch: 8ª
Minsk 2019 - Omnium: 13ª